# Majdan Średni (Ukraina)
Majdan Średni (ukr. Середній Майдан) – wieś w rejonie nadwórniańskim obwodu iwanofrankiwskiego, założona w 1679. Wieś liczy 874 mieszkańców.

## Historia
Pod zaborem austriackim gmina jednostkowa Majdan Średni należała do powiatu nadwórniańskiego skaładała się z pięciu gmin katastralnych: Bednarówka (463 mieszkańców), Glinki (835), Majdan Graniczny (1229), Majdan Średni (4170) i Siedliska (851). Siedliska i Bednarówkę rozdzielał klin stanowiący Chorosno, należące od gminy Mołodyłów w powiecie tłumackim.
Za II Rzeczypospolitej Majdan Średni należał do powiatu nadwórniańskiego w województwie stanisławowskim. 1 lipca 1924 od Majdanu Średniego odłączono Siedliska, tworząc w nich odrębną gminę o nazwie Siedliska-Bredtheim, którą 10 lat później, 30 kwietnia 1934, wyłączono z powiatu nadwórniańskiego i włączono do powiatu kołomyjskiego. 15 czerwca 1934 od Majdanu Średniego odłączono Majdan Graniczny, włączając go także do powiatu kołomyjskiego. 1 sierpnia 1934 utworzono zbiorową gminę wiejską Majdan Średni w powiecie nadwórniańskim województwa stanisławowskiego, z siedzibą w Majdanie Średnim. Na początku września 1934 gminy zbiorowe podzielono na gromady. W granicach gromady Majdan Średni (z dawnej gminy jednostkowej) pozostały jedynie dawne gminy katastralne Majdan Średni i Glinki, natomiast w Bednarówce utworzono odrębną gromadę. Z gminy katastralnej Majdan Średni wyodrębniono też dwie nowe gromady – Kubajówka i Wiśniowce. Wszystkie cztery gromady pozostały w powiecie nadwórniańskim. Odłączony wcześniej Majdan Graniczny utworzył gromadę w nowo utworzonej zbiorowej gminie Tłumaczyk w powiecie kołomyjskim, natomiast gminę jedostkową Siedliska-Bredtheim przekształcono w gromadę o nazwie Siedliska w nowo utworzonej gminie Święty Stanisław w powiecie kołomyjskim.

## Urodzeni w Majdanie Średnim
- Jan Korkiewicz – podpułkownik piechoty Wojska Polskiego, działacz niepodległościowy, kawaler Orderu Virtuti Militari, ofiara zbrodni katyńskie[9].